# Acetato di linalile
L'acetato di linalile è uno dei principali costituenti degli oli essenziali di bergamotto e lavanda. Chimicamente è l'estere acetico del linalolo.
L'acetato di linalile sintetico o ottenuto per distillazione da oli essenziali poco costosi (per esempio di arancio amaro o di mentha citrata), è spesso utilizzato come adulterante di oli essenziali pregiati, in particolare di quello di bergamotto.